# 哥綠懷蘭
哥綠懷蘭（学名：Goodyera seikoomontana）为蘭科斑葉蘭屬下的一个种。

## 扩展阅读
- 維基物種上的相關：哥綠懷蘭